# Dieterich
Dieterich – wieś w Stanach Zjednoczonych, w stanie Illinois, w hrabstwie Effingham.